# Fredrika Bremer
Pour les articles homonymes, voir Bremer.
Œuvres principales
Hertha (en)
Fredrika Bremer, née le 17 août 1801 à Åbo en Suède — ville aujourd’hui connue sous le nom de Turku, car en Finlande — et décédée le 31 décembre 1865 dans son château d’Årsta près de Stockholm, est une autrice suédoise et une féministe. Elle a eu une grande influence en Suède dans les débats de société, sur la question du droit des femmes.

## Biographie
Fredrika Bremer est née à Åbo en Finlande, alors province suédoise, mais sa famille déménage à Stockholm alors qu’elle n’a que trois ans ; elle passe sa jeunesse entre la ville et le proche château d’Årsta. Son père, Karl Fredrik Bremer (1770 †1830), est décrit comme un tyran, et sa mère Birgitta Charlotta Hollström comme une mondaine. Malgré la pression de sa famille, elle ne se mariera jamais. En 1821–1822, elle effectue un voyage en Europe.
Entre 1828 et 1831, elle publie anonymement une série de romans, des histoires romantiques inscrites dans l’époque, et tournées autour de l’indépendance des femmes. Dans les années 1840, elle a déjà une reconnaissance dans la vie culturelle suédoise, et ses œuvres ont été traduites en plusieurs langues. Classée libérale sur la scène politique, elle exprime cependant de la sympathie pour le mouvement socialiste ouvrier britannique.
Elle rédige en 1856 son roman Hertha (en) — son œuvre la plus influente. C’est un roman noir sur le manque de liberté de la femme, qui débouche en 1858 sur une loi sur la majorité légale et l’âge minimal du mariage. L’année suivante, Sophie Adlersparre fonde le journal Tidskrift för hemmet directement inspiré du roman ; c’est le début pour Adlersparre de son travail d’organisation du mouvement féministe suédois.
À l’occasion des réformes de 1862, Bremer obtient le droit de vote des femmes pour les élections municipales. Entre 1849 à 1851, elle voyage aux États-Unis et à Cuba, mais se déclare « déçue » de cette « terre promise », notamment à cause de l’esclavage. Elle est considérée comme le premier auteur à avoir écrit sur le gospel. Elle visite aussi la Suisse, l’Italie, la Palestine et la Grèce entre 1856 et 1861, et écrit les récits de ses voyages.

## Voyages
Inspirée par les travaux de Tocqueville et Martineau, Bremer a visité et a voyagé énormément aux États-Unis. Elle quitte Copenhague le 11 septembre 1849 et elle arrive à New York le 4 octobre de la même année. Elle désire étudier l'effet des institutions démocratiques sur la société, en particulier pour les femmes. Elle visite ainsi Boston et New England, où elle rencontre de nombreux intellectuels : Emerson, Longfellow, Lowell, Hawthorne ou encore Irving. Elle rencontre également les communautés religieuses des Shakers et des Quakers dans les États Mid-Atlantic. Dans le Sud, elle étudie les conditions de vie des esclaves noirs. Dans le Midwest, elle rencontre les communautés scandinaves et indiennes locales.Comme Tocqueville avant elle, elle visite les prisons américaines et parle avec les prisonniers. Elle visite également la Capitainerie générale de Cuba (le pays étant alors toujours sous domination espagnole) avant de rentrer à New York, et d'entamer son voyage retour pour l'Europe le 13 septembre 1841.
Durant son voyage, elle écrit de longues lettres à sa sœur Agathe, qui seront plus tard publiées dans La Vie de famille dans le Nouveau-Monde (1853). Elle avait précédemment dépeint le portrait du foyer suédois comme un monde en soi : à présent, elle dépeint le monde américain comme un gigantesque foyer, à travers les nombreuses familles qui l'ont accueillie pendant son voyage. Elle passe ensuite six semaines en Angleterre où elle visite Liverpool, Manchester, Birmingham et Londres, où elle rencontre Elizabeth Gaskell, Charles Kingsley et George Eliot. Les articles qu'elle rédigera sur l'Angleterre pour le Aftonbladet porteront principalement sur sa bonne impression de l'Exposition universelle de 1851 qu'elle visitera quatre fois. Plus tard, ces articles seront compilés en anglais dans England in 1851.

## Activisme
Après son retour en Suède en novembre, Bremer tente d'engager les femmes suédoises des classes moyennes et bourgeoises dans un travail social similaire à ce qu'elle avait pu observer en Amérique et en Angleterre. Elle co-fonde alors la Société des Femmes de Suède pour les Soins aux Enfants (Skyddsmödraförening ou Stockholms Fruntimmersförening för Barnavård) pour aider les orphelins résultat d'une épidémie de choléra en 1853. Elle co-fonde également la Société des Femmes pour l'Amélioration des Détenus (Fruntimmersällskapet för Fångars Förbättring) afin d'apporter un soutien moral et une réhabilitation aux femmes détenues en 1854. Le 28 août 1854, durant la Guerre de Crimée, le London Times publie son "Invitation à une alliance de la paix", ainsi qu'une remontrance éditoriale de son contenu : un appel pacifiste aux femmes chrétiennes.
En 1856, elle publie son roman Hertha sous le titre Histoire d'une âme. Elle attire ainsi l'attention sur le statut de seconde classe des femmes adultes célibataires sous le Code Civil suédois de 1734, avec une annexe qui reprend les cas juridiques récents sur ce sujet. Son travail insufflera ce que l'on appelle la "Discussion Hertha" (Herthadiskussionen) à travers la société suédoise. Cette Discussion sera portée au Parlement en 1858. À ce moment, l'ancien système fut réformé pour permettre aux femmes célibataires de présenter une demande au palais de justice le plus proche (au lieu de la cour royale) à l'âge de 25 ans. Cinq ans plus tard, la législation fut à nouveau revue afin que la majorité légale de toutes les femmes célibataires soit fixée à l'âge de 25 ans. Cela n'affecta pas le statut des femmes mariées, qui étaient toujours sous la tutelle de leur époux, ni celui des femmes divorcées ou des veuves, qui étaient déjà majeures d'un point de vue légal. Son roman a également soulevé la question de l'"université des femmes". Ainsi, le Högre Lärarinneseminariet, une école d'état pour la formation des femmes enseignantes, fut ouverte en 1861.
Bremer n'était pas présente en Suède pendant la "Discussion Hertha", puisqu'entre 1856 et 1861, elle entreprend un autre grand voyage à travers l'Europe et le Levant. Elle part de Suède le 27 mai 1856 et commence par visiter la Suisse, Bruxelles et Paris durant une année. Elle était en particulier intéressée par l'Église libre suisse, encore naissante. À partir de septembre 1857, elle voyage à travers la péninsule italienne, qui n'est pas encore unifiée. Elle saisit le contraste entre les pratiques des États pontificaux catholiques et l'Église de Suède luthérienne. Finalement, elle quitte la ville sicilienne de Messine pour Malte et de là, voyage jusqu'en Palestine. Elle y arrive le 30 janvier 1859 et bien qu'elle soit alors presqu'âgée de 60 ans, elle part sur les traces de la vie du Christ en bateau, en train et à cheval. Elle réside ensuite à Constantinople avant de visiter la Grèce d'août 1859 à mai 1861. Elle rentre à Stockholm le 4 juillet 1861. Ses récits de voyage seront publiés dans La Vie de famille de l'Ancien Monde, en six volumes entre 1860 et 1862.
À son retour en Suède, elle exprime sa satisfaction quant aux réformes qu' Hertha a permises et s'intéresse également au Högre Lärarinneseminariet et à ses étudiantes. Elle raconte ses projets dans le Home Journal, le premier magazine féminin de Scandinavie, que Sophie Adlersparre avait fondé pendant son absence. Après un dernier voyage en Allemagne de juillet à octobre 1862, elle reste en Suède le reste de sa vie. Elle soutient l'abolition du Diète en Suède et celle de l'esclavage aux États-Unis. Elle meurt au château d’Årsta, à l'extérieur de Stockholm, le 31 décembre 1865.

## Héritage culturel
Fredrika Bremer est l'homonyme de Frederika, une ville dans l'Iowa aux États-Unis. Elle est également l'homonyme de la Fredrika Bremer Intermediate School à Minneapolis, dans le Minnesota. L'American Swedish Historical Museum à Philadelphie en Pennsylvanie contient une pièce nommée Fredrika Bremer Room, dédiée à ses accomplissements.
Selma Lagerlof lui a consacré une nouvelle intitulée 'Mamz'elle Fredrika'. 

### Littérature
Les romans de Frederika Bremer sont des histoires romautriceantiques comme on en trouvait d'autres à l'époque. Ils tournent généralement autour d'une femme indépendante qui raconte ses observations sur le marché marital. Elle réclame une nouvelle vie de famille, moins centrée sur ses membres masculins, qui laisserait davantage de place pour les talents et les personnalités féminines. S'inspirant de sa propre enfance, beaucoup de ses œuvres contiennent une dichotomie entre la ville et la campagne très marquée. Ses oeuvres représentent la nature comme un endroit de renouveau, de révélation et découverte de soi.
Avant que Bremer révèle officiellement son nom au public, ses travaux occupaient déjà une certaine place dans la vie culturelle en Suède. Les traductions l'ont rendue encore plus populaire à l'étranger, où elle fut parfois surnommée comme la "Jane Austen suédoise". À son arrivée à New York, le New York Herald déclara qu'elle "[avait] probablement plus de lecteurs que n'importe quelle autrice sur le globe", et qu'elle était l'autrice "d'un nouveau style de littérature". En tant que célébrité littéraire, Bremer ne manquait jamais d'endroit pour passer la nuit lorsqu'elle passa ses deux ans en Amérique, bien qu'elle ne connaissait personne avant son arrivée.
Sa popularité à l'étranger connut son apogée entre les années 1840 et 1850 puis elle déclina au tournant du siècle, bien que le romancier anglais George Gissing lut Hertha en 1889. En Suède, elle continua à être hautement respectée, bien que peu lue. La publication de ses lettres dans les années 1910 ranime l'intérêt académique autour d'elle, mais uniquement pour sa vie personnelle et ses voyages. En 1948, le critique suédois Algot Werin écrivait que Bremer "vit seulement en tant que nom et que symbole... Peu importe si ses livres sont oubliés". Les romans de Bremer furent redécouverts par les féministes suédoises dans la deuxième moitié du 20e siècle et font l'objet d'une réévaluation critique.

### Causes sociales
Fredrika Bremer s'intéressait à la vie politique contemporaine et aux réformes sociales portant sur l'égalité de genre et le travail social. Elle était également active à la fois comme une participante influente au débat sur les droits de femmes, et comme philanthrope. Politiquement, elle était libérale, et ressentait une certaine sympathie pour les problèmes sociaux et pour les mouvements de la classe ouvrière.
En plus de la co-fondation de la Stockholms fruntimmersförening för barnavård en 1853 et de la Fruntimmersällskapet för fångars förbättring en 1854, elle Johanna Berglind en 1860 à fonder Tysta Skolan, une école pour les sourds-muets à Stockholm. Durant les réformes électorales portant sur le droit de vote en 1862, elle soutient l'idée de donner le droit de vote aux femmes, qui était alors discuté en des termes peu élogieux. La même année, les femmes ayant la majorité légale gagnèrent le droit de vote aux élections municipales suédoises. Elle donna son nom au premier véritable mouvement des droits des femmes en Suède, la Fredrika Bremer Förbundet (Association Fredrika Bremer), fondée en 1884 par Sophie Adlersparre. Bremer était heureuse de mentionner et de recommander le travail d'autres femmes : elle mentionne par exemple la doctoresse Lovisa Årberg et la graveuse Sofia Ahlbom dans ses œuvres.

## Quelques œuvres traduites en français
- Tableaux de la vie privée. Les Voisins, par Mlle Frédérica Bremer. Traduit du suédois, par Mlle R. Du Puget (Rosalie Du Puget), Paris, Librairie française et étrangère, 1846.
- Les filles du président : nouveaux tableaux de la vie privée ; traduit du suédois par Mlle R. Du Puget, Paris, Librairie française et étrangère, 1847.
- La Vie de famille dans le Nouveau-Monde, lettres écrites pendant un séjour de deux années dans l'Amérique du Sud et à Cuba, par Mlle Frédérika Bremer. Traduit du suédois par Mlle R. Du Puget, Paris, Association pour la propagation et la publication des bons livres, 1854.
- Le Voyage de la Saint-Jean, un pèlerinage, par Mlle Frédérika Bremer. Traduit du suédois par Mlle R. Du Puget, Paris, Librairie de l'Association pour la propagation et la publication des bons livres, 1855.
- Hertha, ou L'histoire d'une âme ; traduit du suédois par A. Geffroy, Paris : C. Reinwald, 1856.

## Œuvres traduites en anglais
- Sketches of Everyday Life (Teckningar utur vardagslivet ; 3 vols. 1828–31)
- New Sketches of Everyday Life (Nya teckningar utur vardagslivet ; 10 vols. 1834–58)
- Thrall (Trälinnan ; 1840)
- Morning Watches (Morgon-väckter ; 1842) Boston: Redding and Company. 1843. Fragile blue wrappers.
- Life in Sweden. The President's Daughters Translated by Mary Howitt. New York: Harper & Brothers, 1843. Fragile tan wrappers. No. 22 - Library of Select Novels
- The Home or Family Cares and Family Joys Translated by Mary Howitt. New York: Harper & Brothers, 1844. Fragile tan wrappers. No. 38 - Library of Select Novels
- The H___ Family: Tralinnan ; Axel and Anna ; and Other Tales Translated by Mary Howitt. New York: Harper & Brothers, 1844. Fragile tan wrappers. No. 20 - Library of Select Novels
- Life in Dalecarlia: The Parsonage of Mora Translated by Mary Howitt. New York: Harper & Brothers, 1845. Fragile tan wrappers. No. 58 - Library of Select Novels
- A Few Leaves from the Banks of the Rhine (Ett par blad ifrån Rhenstranden, eller Marienberg och Kaiserswerth 1846 ; 1848)
- Brothers and Sisters: A Tale of Domestic Life Translated from the original unpublished manuscript by Mary Howitt. New York: Harper & Brothers, 1848. Fragile tan wrappers. No. 115 - Library of Select Novels
- The Neighbors Translated by Mary Howitt. New York: Harper & Brothers, 1848. Fragile tan wrappers. No. 20 - Library of Select Novels
- Midsummer Journey: A Pilgrimage (Midsommarresan: en vallfart ; 1848)
- Life in the North (Lif i Norden ; 1849)
- An Easter Offering Translated from the original unpublished manuscript by Mary Howitt. New York: Harper & Brothers, 1850 Fragile tan wrappers.
- Homes in the New World (Hemmen i den nya världen : en dagbok i brev, skrivna under tvenne års resor i Norra Amerika och på Cuba ; 2 vols. 1853–1854)
- The Midnight Sun: A Pilgrimage Translated from the original unpublished manuscript by Mary Howitt. New York: Harper & Brothers, 1855. Fragile tan wrappers. No. 124 - Library of Select Novels
- "On the Novel as the Epic of Our Time" ("Om romanen såsom vår tids epos")
- Life in the Old World (Livet i Gamla Världen : dagboks-anteckningar under resor i Söder- och Österland ; 6 vols. 1860–1862)
- A Little Pilgrimage in the Holy Land (Liten pilgrims resa i det heliga landet : förra afdelningen : öfversigt af land och folk, Karmel, Nazareth, Cana, Genesareth, Tabor ; 1865)
- England in the Fall of 1851 (England om hösten år 1851 ; 1922)

### Source
- (en) Cet article est partiellement ou en totalité issu de l’article de Wikipédia en anglais intitulé « Fredrika Bremer » (voir la liste des auteurs).